# Брійя-Саварен
Брійя-Саварен, або Брілья-Саварен (фр. Brillat-Savarin) — французький м'який сир із коров'ячого молока з білою пеніциліновою скоринкою.
Через високу жирність і насичений смак цей сир був прозваний «сирним фуа-гра».

## Історія
Рецепт цього сиру був створений сімейством Дюбюк у департаменті Сен-Марітім в 1890 році. Спочатку сир вироблявся під назвою Ексельсіор (фр. Excelsior) проте популярним він став тільки в 1930-ті роки, коли відомий французький сировар і аффінер Анрі Андре, батько іншого знаменитого сировара П'єра Андре, почав випускати цей сир під найменуванням Брійя-Саварен. Він назвав свій продукт на честь відомого французького письменника і кулінара Жана Антельма Брійя-Саварена.

## Виготовлення
Сир виробляється протягом усього року, для його приготування використовується збагачене вершками коров'яче молоко. Сир дозріває протягом 1–2 тижнів. У процесі виробництва в сир додається потрійна кількість вершків, тому його жирність досягає 75 %.

## Опис
Головки сиру мають форму циліндра діаметром 12–13 сантиметрів, заввишки 3,5–4 сантиметри і вагою 450–500 грам, також випускаються головки зменшеного розміру вагою від 100 до 300 гр. У молодого сиру кірка відсутня, його поверхня біла і волога, а м'якість схожа на крем-фреш. Витриманий сир покритий тонкою кіркою з товстим і гладким шаром білої оксамитової цвілі, м'якість стає досить щільною, проте залишається рідкою, тендітною і пастоподібної.
У молодому вигляді цей сир має свіжий молочний аромат і кислуватий присмак. Визрілий сир набуває вершковий маслянистий смак з грибними нотками, що задаються кіркою цвілі. Вживається як самостійна страва, поєднується із багатьма червоними і білими винами, а також із шампанським.

## Галерея

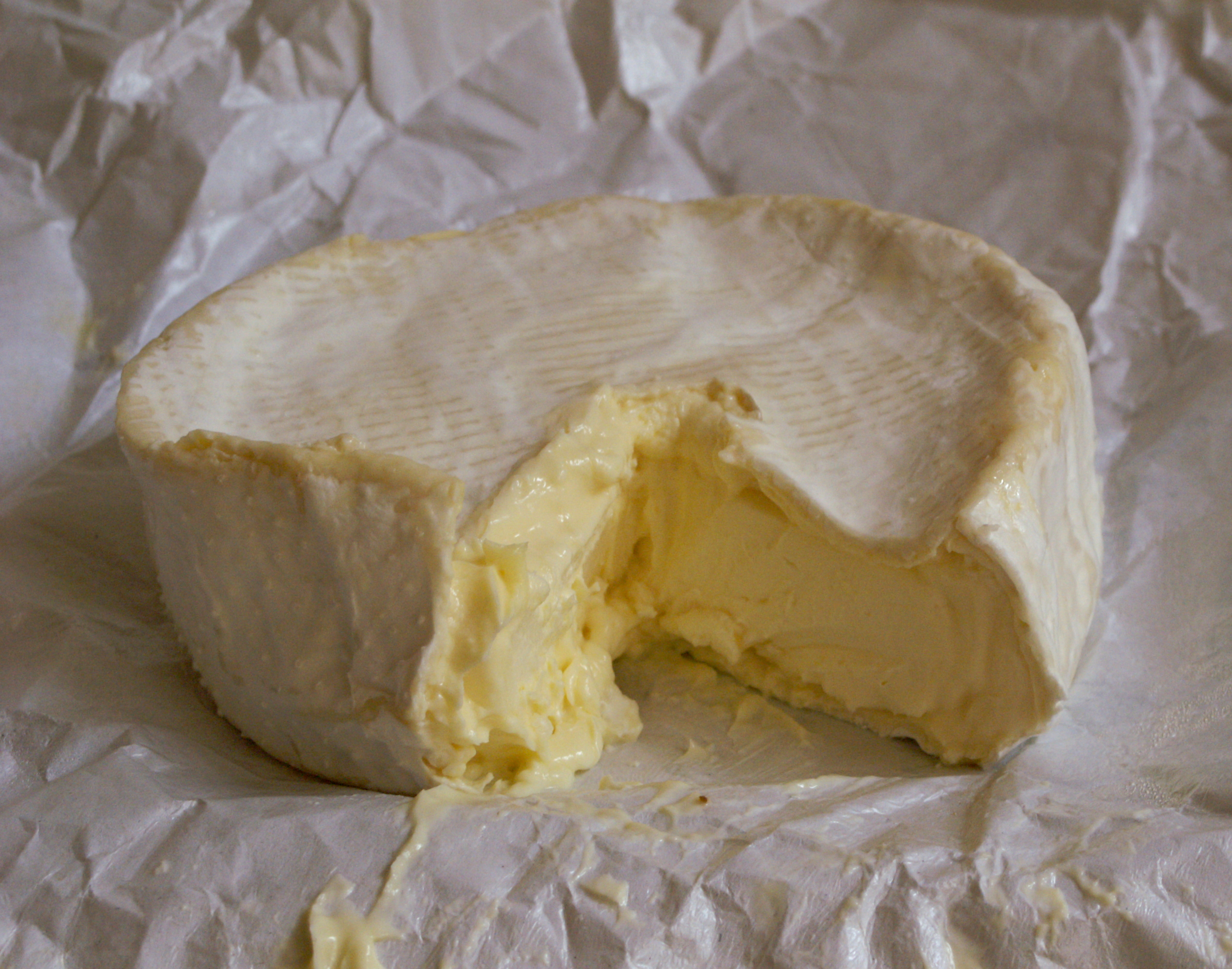
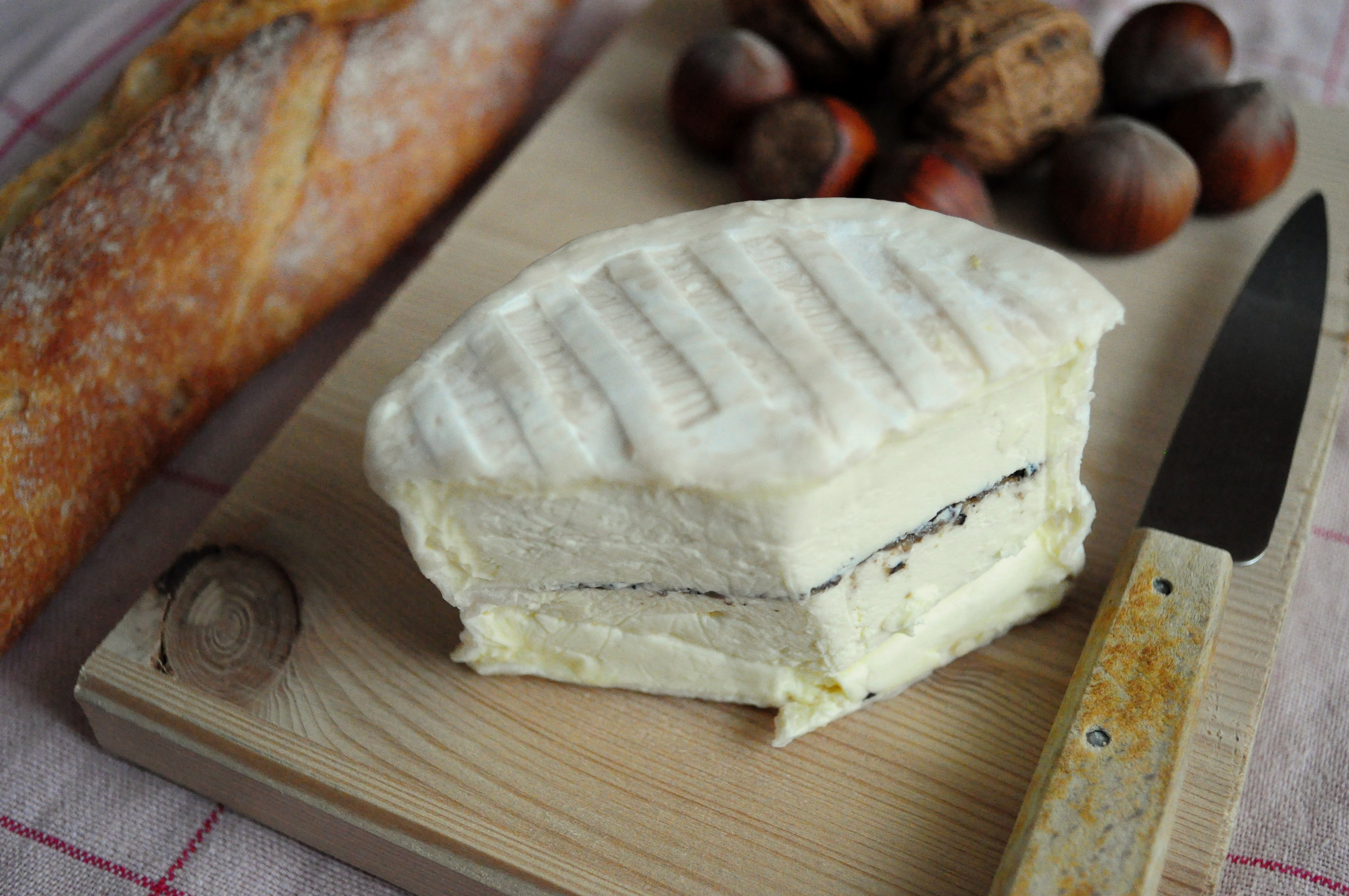
Сир із трюфелями
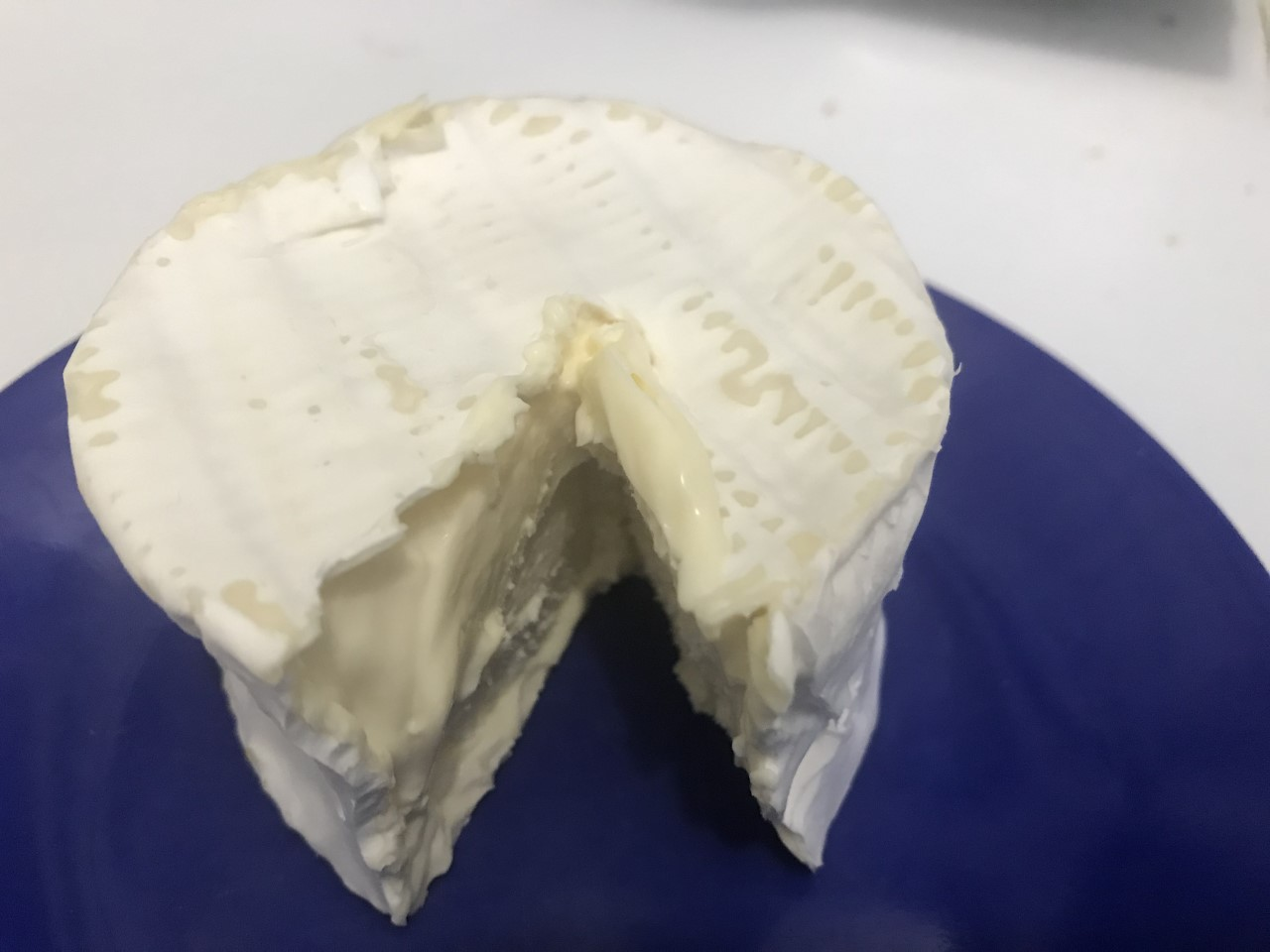
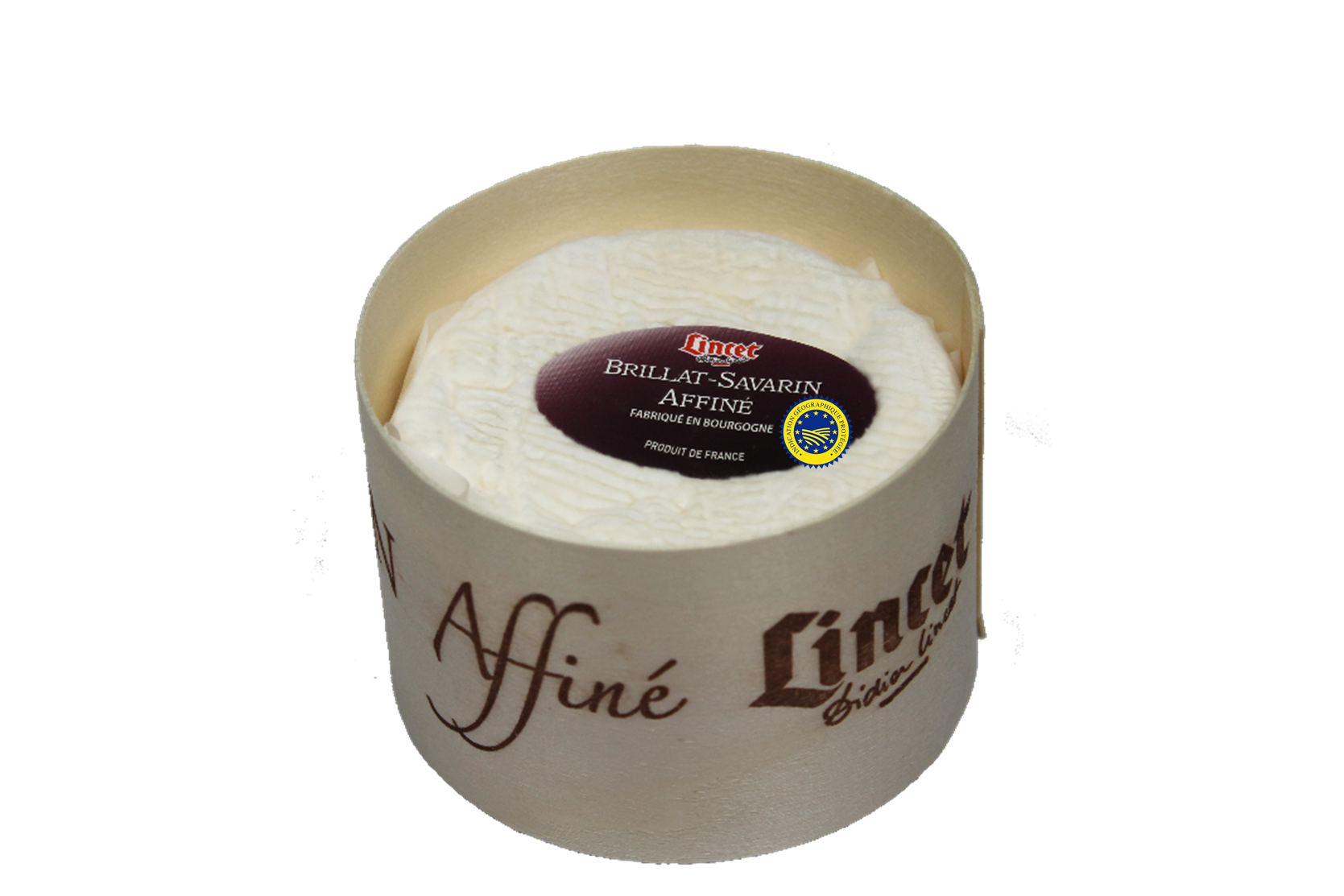
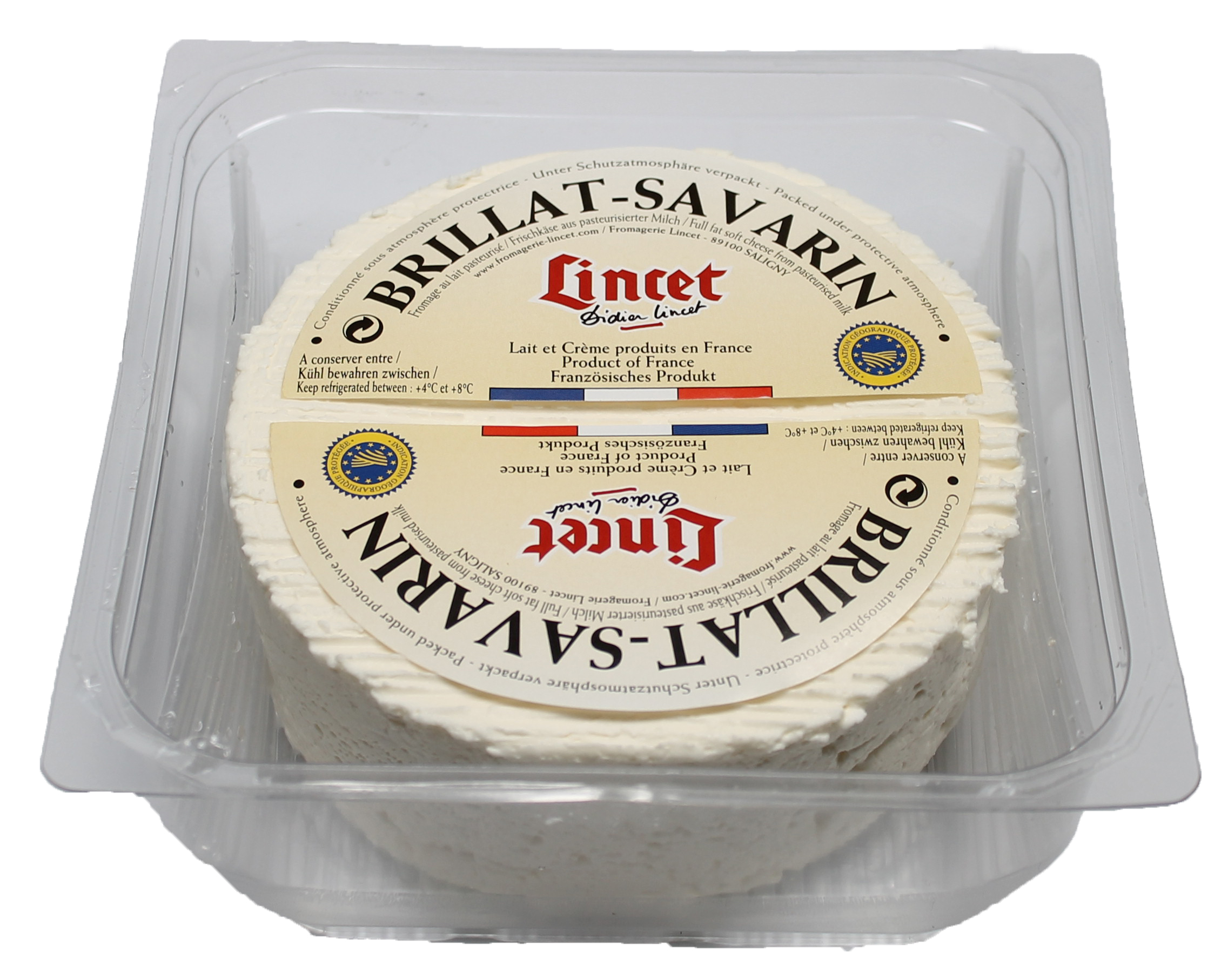
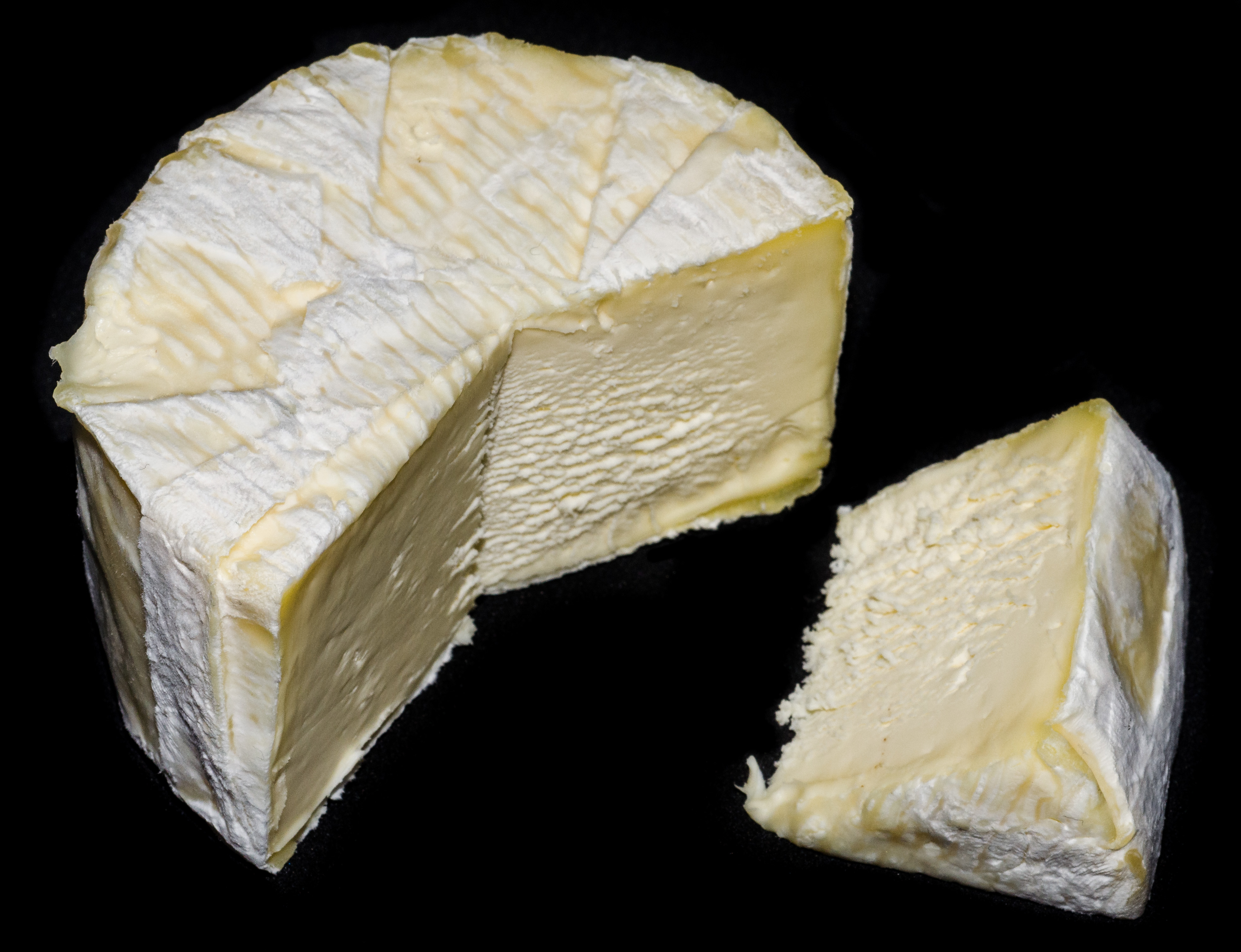